# 国際周波数登録委員会
国際周波数登録委員会（こくさいしゅうはすうとうろくいいんかい、英語：International Frequency Registration Board、略称IFRB）は1947年に設立された国際電気通信連合における常設機関の一つであった。
スイスのジュネーブに本部が置かれていた。

## 目的
各国が無線通信に使用する周波数の混信を避ける為の運用と利用改善を目的としている。各国から通告された周波数や静止衛星の位置を管理し、これらが他に影響を及ぼさないかどうかについて認証と監査を行っている。また、全加盟国に少なくとも1つの静止通信衛星軌道位置を保証(アロットメントプラン)している。全加盟国による選挙によって選出された常勤委員5名(内1名は日本から選出)で構成されている組織であった。世界無線通信会議（WRC）の前身の世界無線通信主管庁会議（WARC）を開催した。1992年にIFRBは廃止され、その役割はITU-R傘下で非常勤の無線通信規則委員会（RRB: Radio Reguration Board）に引き継がれた。